# 红霞站
红霞站位于中华人民共和国湖北省武汉市洪山区，是武汉地铁5号线的地铁车站。

## 车站结构
车站位于黄家湖西路与白沙洲大道之间，设计巧妙利用了车站前的地形高差，完成了一种层叠式花园广场景观。红霞站的绿化设计理念为花园广场，随着季节变化可以展现出四季不同的花卉景观。两座车站设计均沿用5号线标准站的设计理念，站厅顶部为灰色拍花工艺铝板，墙面为灰色拍花工艺水泥纤维板，色彩搭配协调统一，简约不失质感。顶部灯光以点、线形式结合，沿吊顶线条布置，视觉上具有强烈的引导感。

### 车站出口
|                                                 |            |      |  |
| 出口編號                                        | 設施       | 照片 |  |
| A                                               |            |      |  |
| B                                               | （未开放） |      |  |
| C                                               | （未开放） |      |  |
| D                                               |            |      |  |
| 注： 設有升降機 \| 設有輪椅升降台 \| 設有洗手間 |            |      |  |

## 鄰近地點
武汉交通职业学院

### 内部链接
- 武汉地铁车站列表